# Michel Dal Gabbio
 (novembre 2021).
Si vous disposez d'ouvrages ou d'articles de référence ou si vous connaissez des sites web de qualité traitant du thème abordé ici, merci de compléter l'article en donnant les références utiles à sa vérifiabilité et en les liant à la section « Notes et références ».
Michel Dal Gabbio né en 1754 à Riva Valdobbia au Piémont et mort le 18 juin 1823 à Saint-Étienne est un architecte français d'origine italienne actif dans le département de la Loire.

## Biographie
Il est le fils de Pierre-Antoine Dal Gabbio dit l'ancien (1714-1779) et le frère de Pierre-Antoine Dal Gabbio dit le jeune (1748-1823) et Jacques-Antoine Dal Gabbio dit le jeune (1760-1793). La famille a quitté progressivement Riva Valdobbia pour venir travailler en France dans le bâtiment.

## Ouvrages

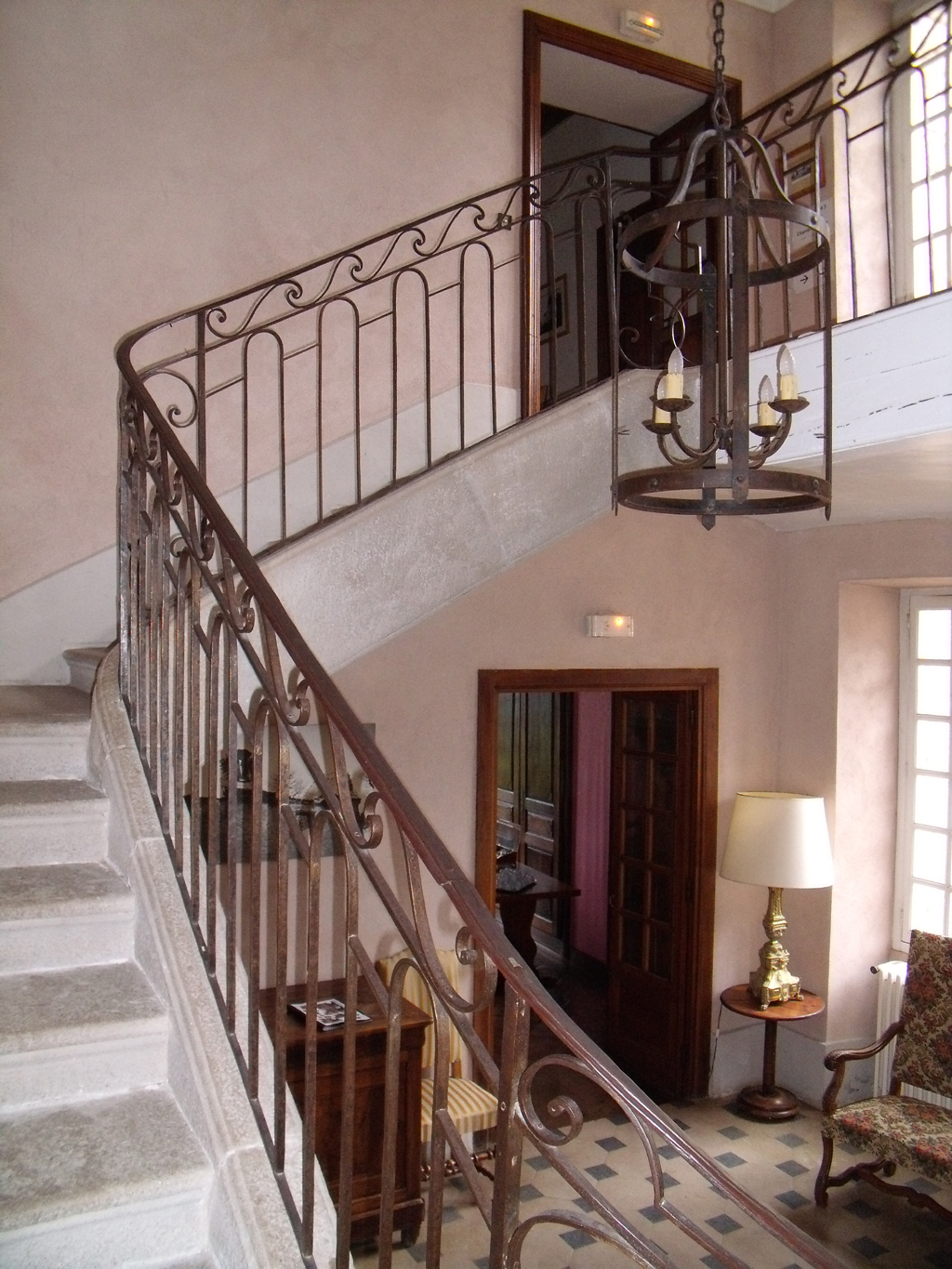
Château de Goutelas, escalier d'honneur attribué à Michel Dal Gabbio

- Château de Goutelas, escalier d'honneur attribué à Michel Dal Gabbio Château de Goutelas, à Marcoux dans la Loire, où il a succédé à son oncle Michel-Ange Dal Gabbio comme architecte pour des travaux d'embellisements commandés par Philippe du Cros Papon de Montmars et réalisés entre 1777 et 1779.
- Le Clos de Bussy, maison de plaisance à Bussy-Albieux dans la Loire, réalisée après 1780 pour le comte Antoine-Camille de Rochefort.
- Château de Beauvoir, à Arthun dans la Loire, construction du nouveau château et aménagement du parc du château avec le canal après 1780 pour le comte Antoine-Camille de Rochefort.
- Château de Chabert ou château de Boën, à Boën.
- Maison Cadore, à Saint-Étienne-le-Molard dans la Loire. En l'absence de document précis, elle est attribuée à Michel Dal Gabbio et doit dater de la fin du XVIIIe siècle.